# Sentier Rivals
Le sentier Rivals est un sentier de randonnée français situé à La Réunion, sur le territoire des communes de Sainte-Rose et Saint-Philippe. Protégé au sein du parc national de La Réunion, il permet d'approcher le cratère Caubet et le cratère Rivals en parcourant l'Enclos Fouqué.